# Barbara Stančin
Barbara Stančin (Brežice Slovenija, 7. srpnja 1971.), bivša hrvatska rukometašica i članica Podravke iz Koprivnice. Bila je i članica Hrvatske rukometne reprezentacije. U Ligi prvakinja i Kupu prvakinja za Podravku je odigrala 55 utakmica na poziciji golmana.